# Selce (gmina Pivka)
Selce – wieś w Słowenii, gmina Pivka. 1 stycznia 2017 liczyła 257 mieszkańców.